# سيدني دين
سيدني دين (بالإنجليزية: Sidney Dean) هو مُحرِّر وسياسي أمريكي، ولد في 16 نوفمبر 1818 في غلاستونبوري في الولايات المتحدة، وتوفي في 29 أكتوبر 1901 في بروكلين في الولايات المتحدة. حزبياً، نشط في الحزب الجمهوري. وقد انتخب عضو مجلس ولاية رود آيلاند وانتخب عضو مجلس نواب كونيتيكت وانتخب عضو مجلس النواب الأمريكي.